# Ala a freccia positiva

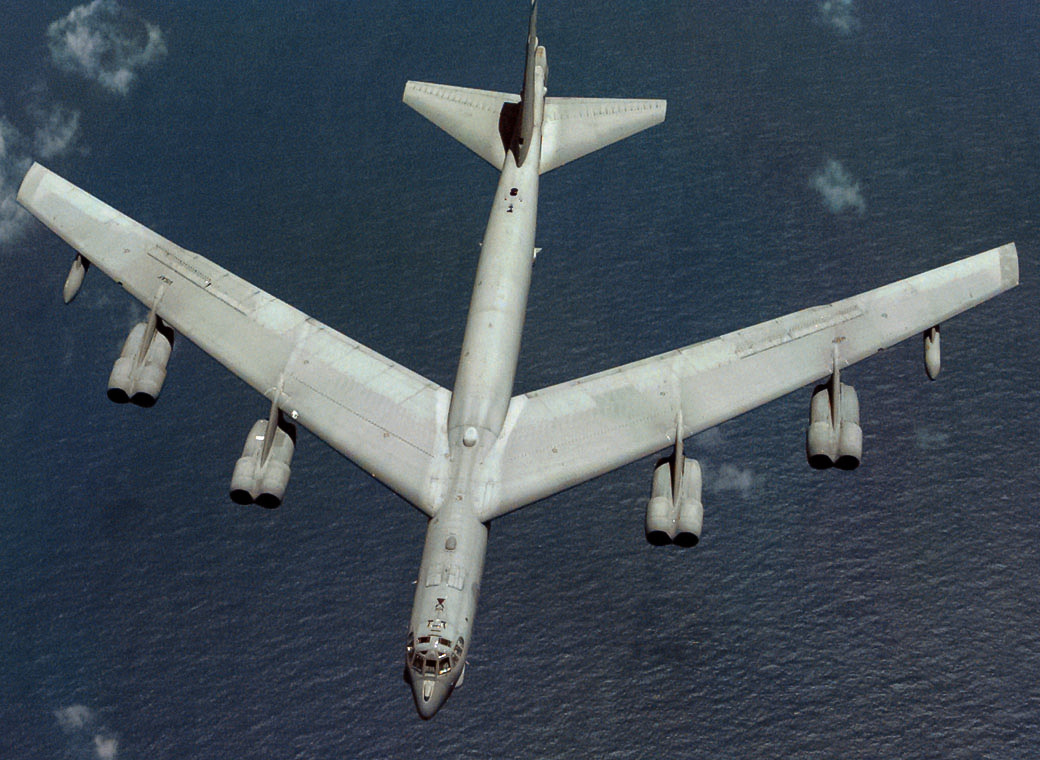
Le ali a freccia positiva di un B-52 Stratofortress viste dall'alto.

In aeronautica un'ala a freccia positiva è la tipologia più diffusa di ala a freccia, capace di viaggiare a regimi transonici o supersonici. Le estremità alari delle semiali di questo tipo sono rivolte in maniera più o meno accentuata verso la coda dell'aeromobile a seconda dell'ampiezza del loro angolo di freccia. 
L'utilizzo di ali a freccia è mirato a ridurre la resistenza fluidodinamica durante il volo di aeromobili a velocità che si aggirano intorno a quella del suono. La presenza di ali a freccia positiva aumenta inoltre il numero di Mach critico. Per i velivoli che volano a velocità più basse (di lunga inferiori al suono) sono invece più adatte le ali rettilinee.
Inizialmente utilizzate nei jet militari da caccia, sono ad oggi le ali più diffuse anche nel trasporto civile, fatta eccezione nei velivoli meno veloci, soprattutto negli aerei di linea e negli aerotaxi. Esistono due varianti particolari: l'ala a freccia negativa, in cui le due estremità alari sono rivolte verso il muso del velivolo e l'ala a geometria variabile, in grado di variare il suo angolo di freccia nel corso del volo spostando le due semi ali.

## Storia
Le ali a freccia ed in particolare quella positiva furono impiegate per la prima volta da John William Dunne negli anni dieci del novecento nel suo velivolo, il primo da lui costruito, il Dunne D.1.

## Tecnica

### Nei regimi transonici
Al momento in cui un aereo supera velocità transoniche inizia ad accentuarsi il fenomeno della resistenza fluidodinamica.